# Schablon

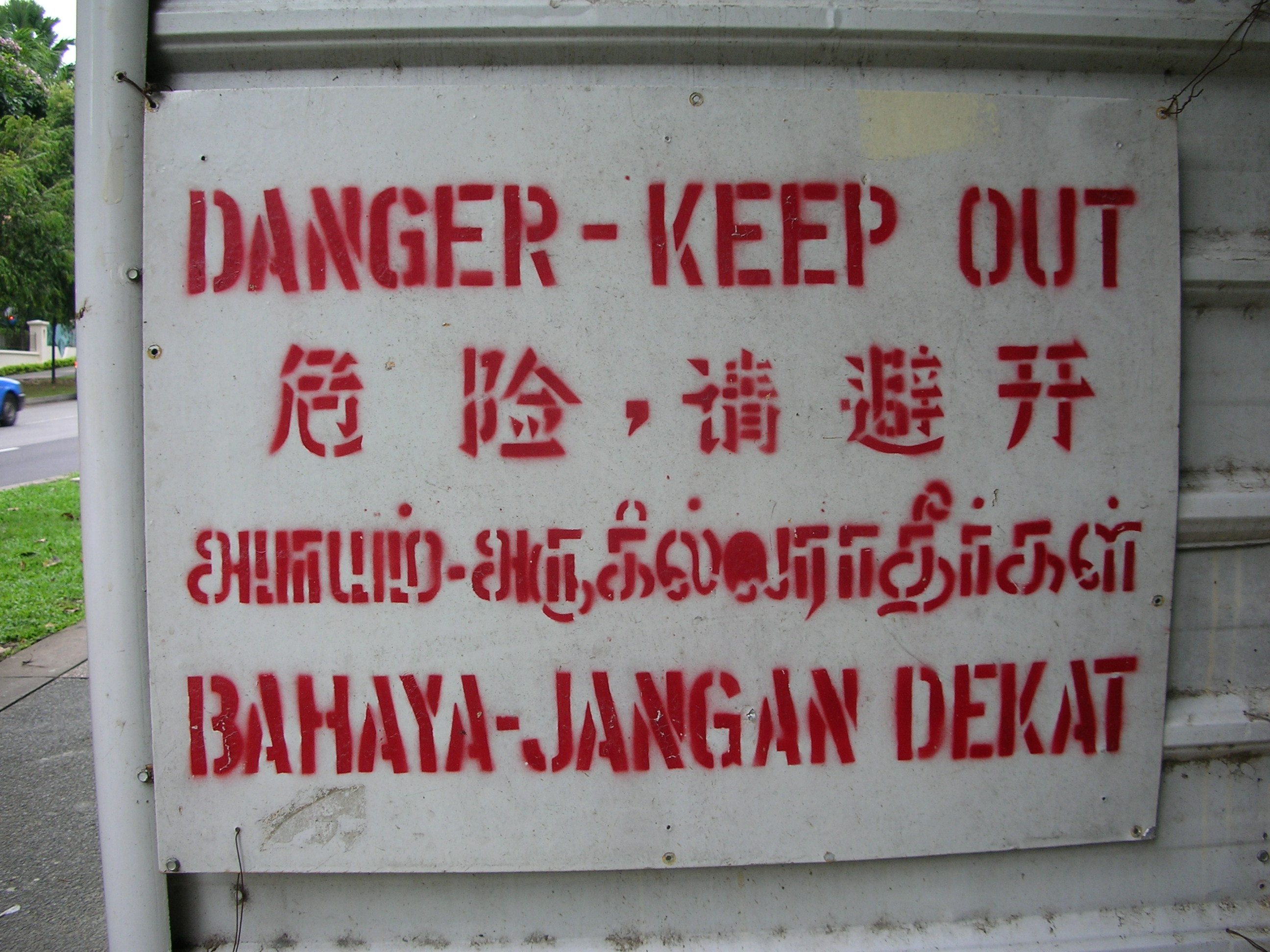
Varningsskylt skapad med schabloner.

Schablon är en mall som används vid olika slag av hantverks- och konstformer, t.ex. måleri och textilt konsthantverk. Mallen är utskuren till text eller mönster som avses att skapas. Sammanhängande ytor föredras, eftersom mallen är ett negativ där det som skall synas i bilden är det som skärs bort. Material som används är beroende av vilken teknik och konstform som skall tillämpas.
Schabloner används även som ett redskap för att skapa konst. De är vanligt förekommande inom gatukonsten där de även kallas spraymallar eller stenciler efter det engelska ordet stencil. En möjlig anledning till dess popularitet inom just gatukonsten är att den erbjuder en snabb metod att applicera en bild på en vägg, där alltså själva skapandet av bilden sker innan. Tekniken kallas också "pochoir", handkolorering eller handillustration. Bland annat Picasso och Miró har gjort verk för denna litografiska teknik.[källa behövs]

## Schablontypsnitt
Det finns särskilda typsnitt för schabloner, där bokstäverna är öppnade i kringslutna hål. För att få ett enhetligt utseende är även andra bokstäver delade. Typsnittet är särskilt förknippat med försvarsmakter, som snabbt kan applicera, variera och förändra texter på riktningsskyltar, fordon, förråd och färvaringslådor. Det har därefter överförts till typsnitt inom försvarsmakterna som inte är skapade med schabloner. 

## Schablonmålning

### Historia

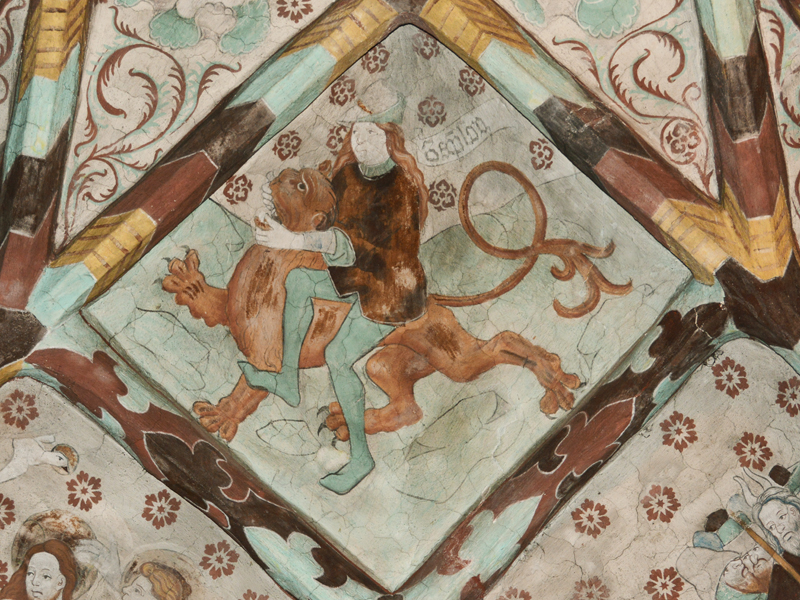
Ytorna kring de dramatiska scenerna i Härkeberga kyrka är fyllda av schablonmålade blommor. Albertus Pictor, sent 1400-tal.

Inom hantverksmåleriet har det periodvis varit mycket vanligt med schablonmåleri. Metoden är i någon mening uråldrig, över 15 000 år gamla grottmålningar av händer har målats med människohand som "schablon". Den traditionella islamska konsten utvecklade på grund av förbehåll mot avbildning av naturen en avancerade ornamentik med schablonmålade mönster baserade på geometriska strukturer. Under Europeisk medeltid var sedvänjan utbredd och välanvänd inom dekorationsmålning av kyrkorumet. Det medeltida kyrkliga schablonmåleriet användes för att skapa slingor och bårder, samt till att dekorera valvribbor och fylla ut tomrummet mellan de bilder som målats på väggar och i valv. Övergången till att måla på papper skedde i Frankrike, där Jean Papillon på 1690-talet introducerade tryckta tapeter dekorerade med schablonmönster. I över hundra år därefter var tillgången på papper mycket begränsad, vilket ledde till att tryckta tapeter var ovanliga. I det svenska allmogemåleriet blev det under 1800-talet populärt att schablonmåla hela väggar som en ersättning för denna dyra nymodighet, och det var också vanligt med schablonmålade bårder runt taket. Schabloner var även populärt hos den svenska adeln och förmögna bönder under samma period. Deras import av schabloner skedde företrädesvis från tyska tillverkare, vars kataloger erbjöd invecklade mönster i allt från nygotik till jugend. Inom det amerikanska schablonmåleriet fokuserade man under samma period på möbelmåleri, särskilt målade stolar. Dekorativa mönster i guldfärg mot mörk bakgrund var högsta mode. Kring år 1900 minskade teknikens popularitet, åtminstone i mer exklusiva miljöer. 1920-talets nyklassicism och 1930-talets funktionalism innebar slutet för den gamla schablonmålningen genom både minskat intresse och ökad nyrenovering. På 1980-talet följde sedan en ny våg av schablonmålning, framför allt i trapphus och liknande utrymmen.

### Tekniker

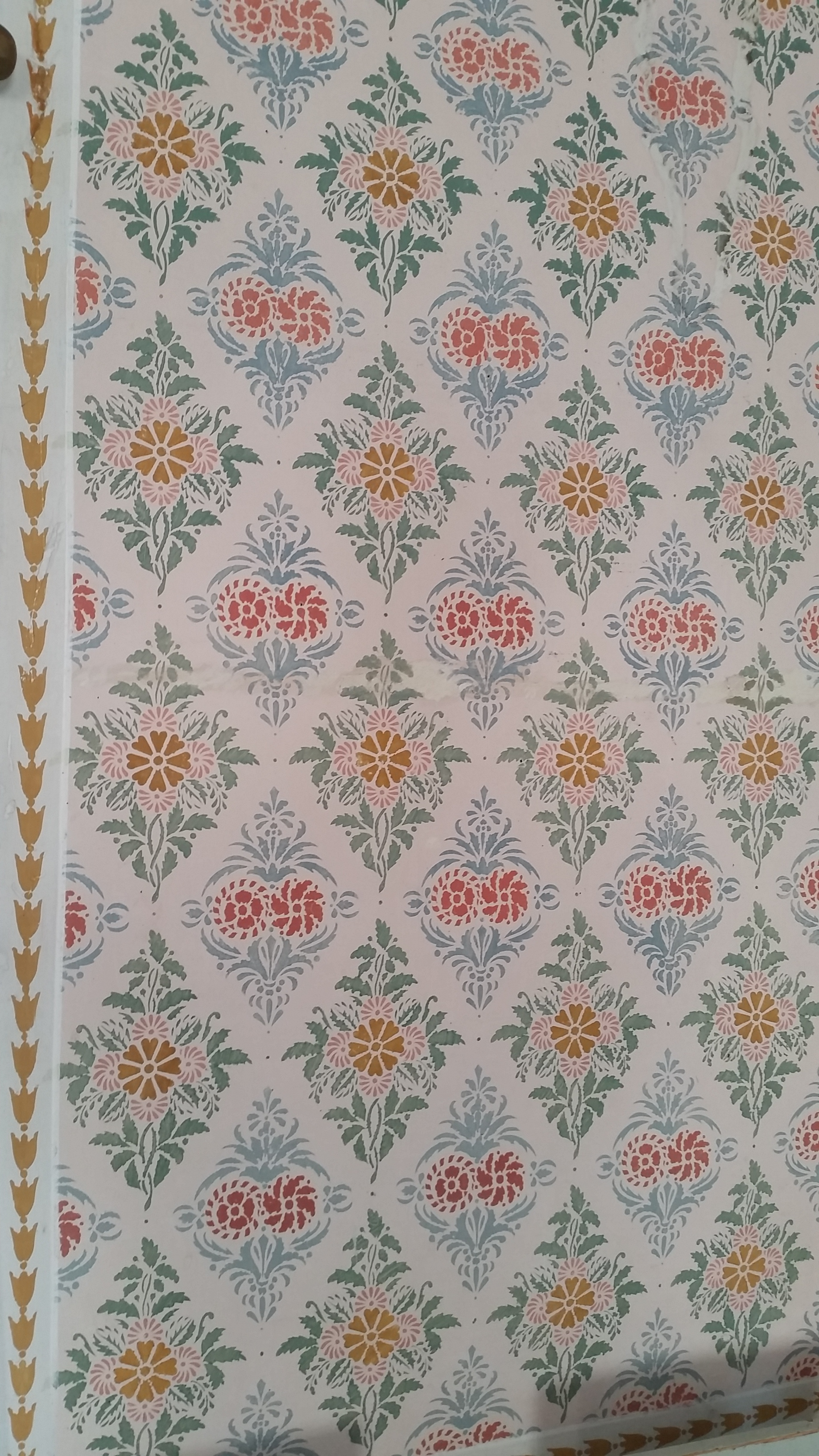
Schablonmålning från 1840-talet målad av Jonas Wallström i Hälsingegården Gästgivars

Inom schablonmålning används ofta enkla geometriska figurer och växtdetaljer för att skapa komplicerade mönster. Mallar för schablonmålning har tidigare vanligen tillverkats i plåt eller papp, som i modern tid i hög utsträckning har ersatts av plastmaterial. Likaså har den tidigare förhärskande limfärgen, som ibland ersattes med lackfärg och oljefärg för ökad slitstyrka, trängts undan av latexfärg.

#### Svenskt allmogemåleri
Lerklining var vanligt som isolering i Sverige under 1800-talet. Ibland behandlade man ytan med limfärg och fäste papper, men i många fall målade man direkt på leran eftersom det naturliga flödet av fukt genom materialet kunde få pappret att släppa. I Hälsingland där lerklining var ovanligt som metod användes vanligen papper eller papp som underlag. Materialet fästes mot textil uppspänd över väggen eller direkt mot själva väggträt. Denna metod tilltog i popularitet även i resten av landet. Även mallarna kunde vara tillverkade i papper och papp som behandlats med schellack för att få ökad styvhet och hållbarhet. Andra material som användes för att skapa mallar var bleck, plåt, läder och näver.
Den vanligaste färgtypen vid schablonmålning var limfärg. Efter att grunderingen strykts på med svinborstpensel behövde man vänta flera timmar för att vattnet i färgen helt skulle avdunsta. Därefter skedde påstrykningen i schablonerna vanligen med stöpplare eller ibland med svinborstpensel. För att skapa de mer intrikata mönstren kunde en serie schabloner vars placering synkroniserades med passmärken användas. Målaren arbetade sig stegvis över väggen och använde olika nyanser för att simulera djup.

## Andra betydelser

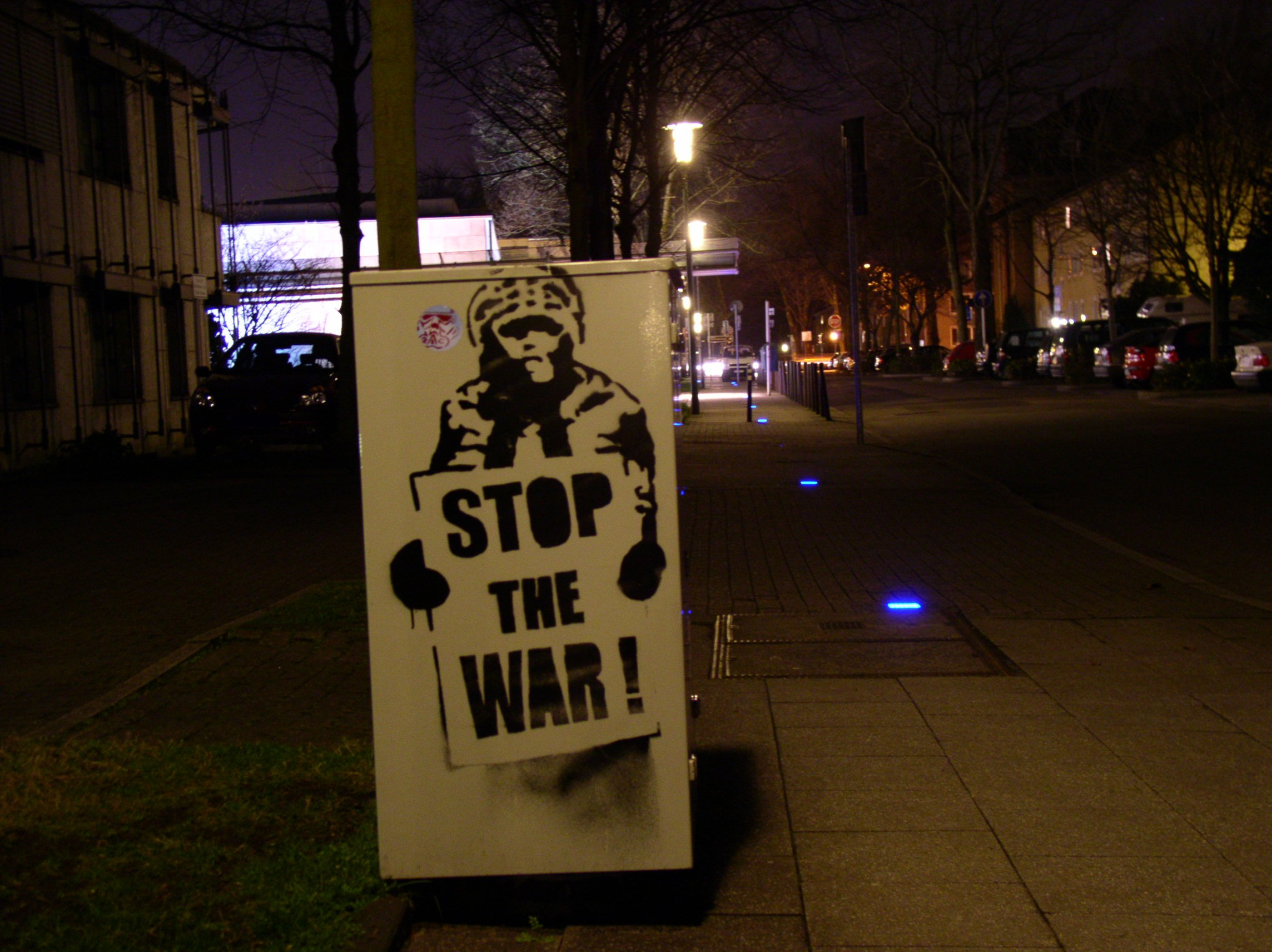

Begreppet schablon används även i överförd betydelse. Inom ekonomi kan man prata om schablonavräkning, en metod som i Sverige ofta används på elmarknaden för att avräkna förbrukning som ej är uppmätt per timme. Inom beskattning används i vissa fall schablonbeskattning.